# FROLIZI
El Frente para la Liberación de Zimbabwe o FROLIZI (inglés: Front for the Liberation of Zimbabwe) es una organización de militantes nacionalistas que lucharon contra el gobierno de Rodesia, desde su fundación por James Chikerema en octubre de 1971 hasta que se fusionaron en el Congreso Nacional Africano, el 6 de diciembre de 1974. 
Miembros insatisfechos de la Unión del Pueblo Africano en Zimbabue y la Unión Nacional Africana de Zimbabue formaron el FROLIZI.
- Datos: Q5505873